# لایورا
لایورا (به لاتین: Livera) یک منطقهٔ مسکونی در قبرس شمالی است که در Girne District واقع شده‌است. لایورا ۱۷۰ نفر جمعیت دارد.